# Internationaler Tag der Pflegenden
Der Internationale Tag der Pflegenden (veraltet Internationaler Tag der Krankenschwestern, englisch: International Nurses Day) ist ein international begangener Aktionstag, der jährlich am 12. Mai begangen wird. Er erinnert damit an den Geburtstag von Florence Nightingale, der Pionierin der modernen Krankenpflege.

## Hintergrund
Pläne für einen „Nurses Day“ wurden 1953 das erste Mal von Dorothy Sutherland, einer Mitarbeiterin des US-Gesundheitsministeriums, geäußert. Der damalige US-Präsident Dwight D. Eisenhower weigerte sich jedoch, ihn ausrufen zu lassen. Der International Council of Nurses (ICN) übernahm schließlich die Federführung und beging den Tag seit 1965. Seit Januar 1974 wurde der Tag dann auch offiziell auf den 12. Mai festgelegt. Er soll die Arbeit von Pflegefachkräften würdigen und ihre Rolle im Gesundheitssystem hervorheben. In Deutschland hieß er zunächst Internationaler Tag der Krankenschwestern und wurde dann in Internationalen Tag der Pflegenden umbenannt. 
Der 12. Mai soll an den Geburtstag von Florence Nightingale 1820 erinnern, die als Begründerin der modernen westlichen Krankenpflege gilt.
Rund um den Aktionstag finden weltweit Aktionen statt. So wird in Londons Westminster Abbey jährlich eine Messe für Krankenpfleger abgehalten. In einigen Ländern gibt es eine Aktionswoche. In den Vereinigten Staaten findet die „National Nursing Week“ vom 6. bis 12. Mai statt, während Kanada immer die Woche nimmt, die den 12. Mai einschließt.
Der Tag wird auch mit Forderungen an die Politik nach einer Verbesserung der Pflegesituation verbunden.  Der ICN gibt für diesen Tag Lehr- und Werbematerialien heraus, die auf die großen Leistungen der Pflegenden auf der ganzen Welt aufmerksam machen sollen. Auch stellt der ICN den Tag immer unter ein anderes Motto.
2020 war ein besonderes Jahr für den Internationalen Tag der Pflegenden. Nicht nur markierte 2020 den 200. Geburtstag von Florence Nightingale, die Weltgesundheitsorganisation (WHO) erklärte 2020 zum weltweiten Jahr der professionell Pflegenden und Hebammen. Der Aktionstag fiel in diesem Jahr in die Zeit der globalen COVID-19-Pandemie.

## Mottos
- 1988 – Safe Motherhood
- 1989 – School Health
- 1990 – Nurses and Environment
- 1991 – Mental Health – Nurses in Action
- 1992 – Healthy Aging
- 1993 – Quality, costs and Nursing
- 1994 – Healthy Families for Healthy Nation
- 1995 – Women’s Health: Nurses Pave the Way
- 1996 – Better Health through Nursing Research
- 1997 – Healthy Young People = A Brighter Future
- 1998 – Partnership for Community Health
- 1999 – Celebrating Nursing's Past, claiming the future
- 2000 – Nurses – Always there for you
- 2001 – Nurses, Always There for You: United Against Violence
- 2002 – Nurses Always There for You: Caring for Families
- 2003 – Nurses: Fighting AIDS stigma, working for all
- 2004 – Nurses: Working with the Poor; Against Poverty
- 2005 – Nurses for Patients' Safety: Targeting counterfeit medicines and substandard medication
- 2006 – Safe staffing saves lives
- 2007 – Positive practice environments: Quality workplaces = quality patient care
- 2008 – Delivering Quality, Serving Communities: Nurses Leading Primary Health Care and social care
- 2009 – Delivering Quality, Serving Communities: Nurses Leading Care Innovations
- 2010 – Delivering Quality, Serving Communities: Nurses Leading Chronic Care
- 2011 – Closing The Gap: Increasing Access and Equity
- 2012 – Closing The Gap: From Evidence to Action
- 2013 – Closing The Gap: Millennium Development Goals
- 2014 – Nurses: A Force for Change – A vital resource for health
- 2015 – Nurses: A Force for Change: Care Effective, Cost Effective[11]
- 2016 – Nurses: A Force for Change: Improving Health Systems' Resilience[12]
- 2017 – Nurses: A Voice to Lead – Achieving the Sustainable Development Goals
- 2018 – Nurses: A Voice to Lead – Health is a Human right
- 2019 – Nurses: A Voice to Lead – Health for All
- 2020 – Nurses: A Voice to Lead – Nursing the World to Health[13][14]
- 2021 – Nurses: A Voice to Lead – A vision for future healthcare
- 2022 – Nurses Make a Difference[15]
- 2023 – Our Nurses. Our Future.[16]